# تاریخچه مختصر زمان
تاریخچهٔ مختصر زمان: از بیگ بنگ تا سیاهچاله‌ها  (انگلیسی: A Brief History of Time: From the Big Bang to Black Holes) کتاب در زمینهٔ کیهان‌شناسی نظری نوشتهٔ فیزیک‌دان انگلستانی استیون هاوکینگ است. این کتاب برای اولین بار در سال ۱۹۸۸ منتشر شد. هاوکینگ این کتاب را برای خوانندگانی نوشت که هیچ دانش قبلی دربارهٔ فیزیک نداشتند و افرادی که علاقه‌مند به یادگیری چیزهای جدید در مورد موضوعات جالب هستند. این کتاب با فروش بالایی همراه بود و بیش از ۲۵ میلیون نسخه فروخت.
این کتاب به عنوان پرخواننده‌ترین کتاب کیهان‌شناسی شهرت یافته‌است و به بیش از ۳۳ زبان زندهٔ دنیا؛ تا سال ۱۹۹۳، ترجمه و چاپ شده‌است. هاوکینگ در این کتاب با زبانی ساده به بازگویی داستان جهان پرداخته‌است. این کتاب در سال ۱۳۶۹ با نام تاریخچهٔ زمان، از انفجار بزرگ تا سیاه‌چاله‌ها در ایران به چاپ رسیده‌است. او در مورد مفاهیم اساسی مانند فضا و زمان، بلوک‌های اساسی ساختاری که جهان را تشکیل می‌دهد (مانند کوارکها) و نیروهای اساسی حاکم بر آن (مانند گرانش) گفتگو می‌کند. او در مورد پدیده‌های کیهان‌شناختی مانند بیگ بنگ و سیاه‌چالهها نیز می‌نویسد. در یکصد و هشتاد و چهارمین هفتهٔ چاپ آن، به دلیل طولانی‌ترین حضور در فهرست پرفروش‌ترین کتاب‌های نشریه ساندی تایمز، در کتاب رکوردهای گینس ثبت شده‌است. همچنین این کتاب در بسیاری از سایت‌های علمی به عنوان محبوب‌ترین کتاب علمی جهان شناخته شده است.  براساس آمارهای مختلف نیز این کتاب در بین پرفروش‌ترین کتاب‌های علمی تاریخ در رتبه چهارده قرار گرفته است درحالی که رتبه نخست در اختیار کتاب منشاء انواع چارلز داروین است. 